# Uppland (landområde)
Ett uppland eller bakland var en sjöstads eller stapelstads handelsområde i inlandet. Det används fortfarande om hamnstäder, då de har ett område inom vilket frakt och passagerare har sitt slutmål.